# Cipriano di Alessandria
Papa Cipriano (1723 – 1783), è stato papa e patriarca greco-ortodosso di Alessandria e di tutta l'Africa tra il 1766 e il 1783.
Reistituì la Scuola Ellenica del Cairo e si prodigò per risolvere la questione sinaitica.